# Cymonomus indicus
Cymonomus indicus is een krabbensoort uit de familie van de Cymonomidae. De wetenschappelijke naam van de soort is voor het eerst geldig gepubliceerd in 1916 door Ihle.